# John Madden (calciatore)
John William Madden (Dumbarton, 11 giugno 1865 – Praga, 17 aprile 1948) è stato un calciatore e allenatore di calcio scozzese, di ruolo attaccante.

## Carriera

### Calciatore
Ha trascorso la maggior parte della carriera nella massima serie scozzese, giocando anche in Inghilterra con Gainsborough Trinity e Tottenham.
Ha segnato 5 reti in 2 presenze con la Nazionale scozzese.

### Allenatore
Allena la Cecoslovacchia in occasione dei Giochi olimpici di Anversa.
Allena anche lo Slavia Praga durante venticinque anni (1905-1930), vincendo ufficialmente 4 volte il campionato cecoslovacco (1912, 1925, 1929 e 1930) e altre 3 volte tornei cecoslovacchi non ufficiali per la federcalcio nazionale. Nel 1930, sua ultima stagione a Praga, ottiene il titolo vincendo tutte le 14 sfide del torneo.

### Club
In grassetto le competizioni vinte.
| Stagione        | Squadra         | Campionato      | Campionato | Campionato | Campionato | Campionato | Coppe nazionali | Coppe nazionali | Coppe nazionali | Coppe nazionali | Coppe nazionali | Coppe continentali | Coppe continentali | Coppe continentali | Coppe continentali | Coppe continentali | Altre coppe | Altre coppe | Altre coppe | Altre coppe | Altre coppe | Totale | Totale | Totale | Totale | Vittorie % | Piazzamento |
| Stagione        | Squadra         | Comp            | G          | V          | N          | P          | Comp            | G               | V               | N               | P               | Comp               | G                  | V                  | N                  | P                  | Comp        | G           | V           | N           | P           | G      | V      | N      | P      | %          | Piazzamento |
| --------------- | --------------- | --------------- | ---------- | ---------- | ---------- | ---------- | --------------- | --------------- | --------------- | --------------- | --------------- | ------------------ | ------------------ | ------------------ | ------------------ | ------------------ | ----------- | ----------- | ----------- | ----------- | ----------- | ------ | ------ | ------ | ------ | ---------- | ----------- |
| 1912            | Slavia Praga    | MCSF            | 7          | 5          | 0          | 2          | -               | -               | -               | -               | -               | -                  | -                  | -                  | -                  | -                  | -           | -           | -           | -           | -           | 7      | 5      | 0      | 2      | 71,43      | 2º          |
| 1913            | Slavia Praga    | MCSF            | 8          | 7          | 0          | 1          | -               | -               | -               | -               | -               | -                  | -                  | -                  | -                  | -                  | -           | -           | -           | -           | -           | 8      | 7      | 0      | 1      | 87,50      | 1º          |
| 1915            | Slavia Praga    | MCSF            | 1+         | 1+         | 0+         | 0+         | -               | -               | -               | -               | -               | -                  | -                  | -                  | -                  | -                  | -           | -           | -           | -           | -           | 1      | 1      | 0      | 0      | 100,00&    | 1º          |
| 1917            | Slavia Praga    | MCSF            | 3          | 1          | 1          | 1          | -               | -               | -               | -               | -               | -                  | -                  | -                  | -                  | -                  | -           | -           | -           | -           | -           | 3      | 1      | 1      | 1      | 33,33      | 4º          |
| 1918            | Slavia Praga    | MCSF            | ?          | ?          | ?          | ?          | -               | -               | -               | -               | -               | -                  | -                  | -                  | -                  | -                  | -           | -           | -           | -           | -           | 0      | 0      | 0      | 0      | —          | 1º          |
| 1919            | Slavia Praga    | MCSF            | 8          | 7          | 0          | 1          | -               | -               | -               | -               | -               | -                  | -                  | -                  | -                  | -                  | -           | -           | -           | -           | -           | 8      | 7      | 0      | 1      | 87,50      | 2º          |
| 1920            | Slavia Praga    | MCSF            | 11         | 5          | 1          | 5          | -               | -               | -               | -               | -               | -                  | -                  | -                  | -                  | -                  | -           | -           | -           | -           | -           | 11     | 5      | 1      | 5      | 45,45      | 6º          |
| 1921            | Slavia Praga    | MCSF            | 11         | 7          | 2          | 2          | -               | -               | -               | -               | -               | -                  | -                  | -                  | -                  | -                  | -           | -           | -           | -           | -           | 11     | 7      | 2      | 2      | 63,64      | 3º          |
| 1922            | Slavia Praga    | MCSF            | 13         | 12         | 0          | 1          | -               | -               | -               | -               | -               | -                  | -                  | -                  | -                  | -                  | -           | -           | -           | -           | -           | 13     | 12     | 0      | 1      | 92,31      | 2º          |
| 1923            | Slavia Praga    | MCSF            | 15         | 12         | 1          | 2          | -               | -               | -               | -               | -               | -                  | -                  | -                  | -                  | -                  | -           | -           | -           | -           | -           | 15     | 12     | 1      | 2      | 80,00      | 2º          |
| 1924            | Slavia Praga    | MCSF            | 12         | 11         | 0          | 1          | -               | -               | -               | -               | -               | -                  | -                  | -                  | -                  | -                  | -           | -           | -           | -           | -           | 12     | 11     | 0      | 1      | 91,67      | 1º          |
| 1925            | Slavia Praga    | AL              | 9          | 7          | 1          | 1          | -               | -               | -               | -               | -               | -                  | -                  | -                  | -                  | -                  | -           | -           | -           | -           | -           | 9      | 7      | 1      | 1      | 77,78      | 1º          |
| 1925-1926       | Slavia Praga    | S 1L            | 22         | 18         | 2          | 2          | -               | -               | -               | -               | -               | -                  | -                  | -                  | -                  | -                  | -           | -           | -           | -           | -           | 22     | 18     | 2      | 2      | 81,82      | 2º          |
| 1926-1927       | Slavia Praga    | KSS 1L          | 7          | 5          | 1          | 1          | -               | -               | -               | -               | -               | -                  | -                  | -                  | -                  | -                  | -           | -           | -           | -           | -           | 7      | 5      | 1      | 1      | 71,43      | 2º          |
| 1927-1928       | Slavia Praga    | S 1L            | 12         | 7          | 2          | 3          | -               | -               | -               | -               | -               | -                  | -                  | -                  | -                  | -                  | -           | -           | -           | -           | -           | 12     | 7      | 2      | 3      | 58,33      | 2º          |
| 1928-1929       | Slavia Praga    | S 1L            | 12         | 10         | 1          | 1          | -               | -               | -               | -               | -               | -                  | -                  | -                  | -                  | -                  | -           | -           | -           | -           | -           | 12     | 10     | 1      | 1      | 83,33      | 1º          |
| 1929-1930       | Slavia Praga    | 1 AL            | 14         | 14         | 0          | 0          | -               | -               | -               | -               | -               | -                  | -                  | -                  | -                  | -                  | -           | -           | -           | -           | -           | 14     | 14     | 0      | 0      | 100,00&    | 1º          |
| Totale carriera | Totale carriera | Totale carriera | 165+       | 129+       | 12+        | 24+        |                 | -               | -               | -               | -               |                    | -                  | -                  | -                  | -                  |             | -           | -           | -           | -           | 165    | 129    | 12     | 24     | 78,18      |             |

## Palmarès

### Giocatore

#### Competizioni nazionali
- Campionato scozzese: 3

Celtic: 1892-1893, 1893-1894, 1895-1896
- Coppa di Scozia: 1

Celtic: 1891-1892

### Allenatore

#### Competizioni nazionali
- Campionato cecoslovacco: 4

Slavia Praga: 1913, 1925, 1928-1929, 1929-1930